# Конотопа (річка)
Конотопа (словац. Konotopa) — річка в Словаччині, ліва притока Іди, протікає в окрузі Кошиці-околиця.
Довжина — 9.1-9,5 км. Витік розташований в масиві Внутрішні Західні Карпати (Абовські пагорби) — на висоті 218 метрів. Протікає територією сіл Бузиця, Решиця і Янік.
Впадає в Іду на висоті 183 метри.